# Rashid Ahmed al-Mannai
Rashid Ahmed al-Mannai (né le 18 juin 1988 à Doha) est un athlète qatarien, spécialiste du saut en hauteur et du triple saut.

## Carrière
Après avoir sauté 2,27 m à Malmö le 3 août 2010, il remporte l'épreuve de la Coupe continentale d'athlétisme 2010 à Split en battant son record à 2,28 m, au premier essai.

## Palmarès
| Date | Compétition                  | Lieu         | Résultat | Épreuve     | Marque  |
| ---- | ---------------------------- | ------------ | -------- | ----------- | ------- |
| 2005 | Championnats du monde cadets | Marrakech    | 11e      | Hauteur     | 2,08 m  |
| 2005 | Championnats d'Asie          | Incheon      | 14e      | Hauteur     | 2,10 m  |
| 2006 | Jeux asiatiques              | Doha         | 12e      | Hauteur     | 2,10 m  |
| 2007 | Championnats d'Asie          | Amman        | 15e      | Hauteur     | 2,10 m  |
| 2007 | Jeux asiatiques en salle     | Macao        | 1er      | Hauteur     | 2,24 m  |
| 2007 | Jeux panarabes               | Le Caire     | 2e       | Hauteur     | 2,17 m  |
| 2008 | Championnats d'Asie en salle | Doha         | 3e       | Hauteur     | 2,18 m  |
| 2010 | Championnats d'Asie en salle | Téhéran      | 4e       | Hauteur     | 2,17 m  |
| 2010 | Coupe continentale           | Split        | 1er      | Hauteur     | 2,28 m  |
| 2010 | Jeux asiatiques              | Canton       | 3e       | Hauteur     | 2,19 m  |
| 2011 | Championnats d'Asie          | Kobe         | 8e       | Hauteur     | 2,10 m  |
| 2011 | Jeux panarabes               | Doha         | 3e       | Hauteur     | 2,21 m  |
| 2013 | Championnats panarabes       | Doha         | 2e       | Triple saut | 16,40 m |
| 2013 | Championnats d'Asie          | Pune         | 5e       | Triple saut | 15,98 m |
| 2013 | Jeux de la Francophonie      | Nice         | 6e       | Triple saut | 16,30 m |
| 2014 | Jeux asiatiques              | Incheon      | finale   | Triple saut | NM      |
| 2015 | Championnats panarabes       | Madinat 'Isa | 2e       | Triple saut | 15,97 m |
| 2015 | Championnats d'Asie          | Wuhan        | 7e       | Triple saut | 16,06 m |
| 2015 | Jeux mondiaux militaires     | Mungyeong    | 4e       | Triple saut | 16,27 m |
| 2016 | Championnats d'Asie en salle | Doha         | 3e       | Triple saut | 15,97 m |
| 2017 | Jeux asiatiques en salle     | Achgabat     | 3e       | Triple saut | 15,99 m |
| 2018 | Jeux asiatiques              | Jakarta      | 11e      | Triple saut | 15,92 m |

## Records
| Épreuve         | Épreuve   | Marque       | Lieu         | Date              |
| --------------- | --------- | ------------ | ------------ | ----------------- |
| Saut en hauteur | Plein air | 2,28 m       | Split        | 4 septembre 2010  |
| Saut en hauteur | En salle  | 2,24 m       | Macao        | 1er novembre 2007 |
| Triple saut     | Plein air | 16,47 m      | Stara Zagora | 18 juillet 2015   |
| Triple saut     | En salle  | 15,99 m (NR) | Achgabat     | 20 septembre 2017 |